# USS LST-568
O USS LST-568 foi um navio de guerra norte-americano da classe LST que operou durante a Segunda Guerra Mundial.